# ヨナス・スタウガイティス
ヨナス・スタウガイティス （リトアニア語: Jonas Staugaitis, 1868年5月20日 - 1952年1月18日）は、リトアニアの政治家。1926年12月17日 - 1926年12月18日まで大統領代行であった。
スタウガイティスは1868年5月20日、当時はロシア領のSuwałkiでうまれた。ワルシャワ大学で学んだ後は医師になった。1919年、リトアニア人民農民連合のメンバーとして議会に選出された。1926年6月2日、議会の議長に選出された。1926年12月17日、アンターナス・スメトナがカジス・グリニウス大統領を追放した1926年リトアニア・クーデターが起こり、グリニュスの代理として12月17日に大統領に就任するも、一日後の12月18日に辞職した。
1952年1月18日にカウナスで死去。墓地はカウナスのPetrašiūnaiにある。